# Mikhaïl Yakovlevich Souslin
Ne doit pas être confondu avec le mathématicien Andreï Sousline
Mikhaïl Yakovlevich Souslin (russe : Михаи́л Я́ковлевич Су́слин, parfois transcrit Sousline, ou Suslin pour les anglophones), né le 15 novembre 1894 et mort le 21 octobre 1919 à Krasavka, est un mathématicien russe ayant apporté des contributions majeures aux domaines de la topologie générale et de la théorie descriptive des ensembles.

## Biographie
Mikhaïl Souslin est né le 15 novembre 1894 dans le village de Krasavka (d) (dans l'oblast de Saratov), fils unique de paysans pauvres, Yakov Gavrilovich et Matrena Vasil'evna Souslin. Très jeune, Souslin montre un fort intérêt pour les mathématiques et est encouragé à poursuivre ses études par  son institutrice, Vera Andreevna Teplogorskaya-Smirnova. De 1905 à 1913, il étudie au lycée de Balachov.
En 1913, Souslin s'inscrit à l'université impériale de Moscou (en) où il étudie sous la direction de  Nikolaï Louzine. Il en sort en 1917 et commence immédiatement à travailler à l'institut polytechnique Ivanovo-Voznesensk (en).
À 24 ans, Souslin meurt du typhus durant l'épidémie de 1919 qui suit la guerre civile russe.

## Travaux
Son nom est associé au problème de Souslin, un résultat concernant les ensembles totalement ordonnés qui fut finalement démontré indépendant des axiomes usuels de la théorie des ensembles.
Il contribua largement à l'étude des ensembles analytiques (en) (parfois d'ailleurs appelés ensembles sousliniens) ; en effet, alors qu'il étudiait encore sous la direction de Louzine, il découvrit en 1917 une erreur commise par Henri Lebesgue, qui croyait avoir démontré que la projection d'un ensemble borélien de {\displaystyle \mathbb {R} ^{2}} sur l'axe des réels était toujours un borélien ; cela l'amena à étudier plus précisément ce qu'on appelle à présent la hiérarchie de Borel et la hiérarchie projective (en).

### Publications
Souslin ne publia qu'un article de quatre pages durant sa courte vie : M. Ya. Souslin, « Sur une définition des ensembles mesurables B sans nombres transfinis », C. R. Acad. Sci. Paris, vol. 164,‎ 1917, p. 88–91
On lui doit également :
- M. Ya. Souslin, « Problème 3 », Fundamenta Mathematicae, vol. 1,‎ 1920, p. 223 (DOI 10.4064/fm-1-1-223-224 , lire en ligne)
- M. Ya. Souslin, « Sur un corps dénombrable de nombres réels », Fundamenta Mathematicae, vol. 4,‎ 1923, p. 311–315 (DOI 10.4064/fm-4-1-311-315 , JFM 49.0147.03, lire en ligne)